# Zodiac Detective
Zodiac Detective (十二宮でつかまえて?, Jūnikyū de tsukamaete) è un manga giapponese creato da Natsumi Ando e serializzato tra marzo 2001 e novembre 2002 sulla rivista Nakayoshi della Kōdansha. In Italia, il manga è stato prima serializzato, un capitolo alla volta, sulla rivista mensile Yatta! della Play Media Company e poi raccolto in monografico e pubblicato in questa veste da luglio a novembre 2007.

## Trama
Lili Hoshizawa è una studentessa delle medie con la passione per il mistero e l'oroscopo. La prima l'ha ereditata dal padre, ispettore di polizia; la seconda dalla madre, scomparsa da un anno e mezzo. È proprio per far luce sulla scomparsa di quest'ultima che Lili assume la doppia identità dell'abile e misteriosa detective Spica, ruolo interpretato precedentemente anche dalla madre e dalla sua famiglia fin dalla metà del diciannovesimo secolo.
Lili, però, non è da sola: ad aiutarla, infatti, ci sono il ritrovato amico d'infanzia Hiromi Oikawa e lo Star Ring, un anello magico lasciatole dalla madre grazie al quale può evocare gli spiriti dello Zodiaco.

## Personaggi
Lili Hoshizawa (星沢リリ?, Hoshizawa Riri)
Una ragazza vivace molto dotata nello sport, non eccelle nelle materie scolastiche. Ha 14 anni, è nata il 16 aprile e il suo gruppo sanguigno è B. Frequenta la seconda media nella sezione A alla Subaru. Il suo hobby è il cosplay. Tra i suoi antenati figura un astrologo, dal quale Lili ha ereditato il potere di riuscire a leggere il destino delle persone nell'Oroscopo, oltre a una grande energia spirituale. Stima molto sua madre e per ritrovarla è diventata la detective Spica. Dalla madre ha ereditato lo Star Ring, un anello che evoca gli spiriti dello Zodiaco e che la ragazza utilizza per risolvere i casi. Dalla scomparsa della madre, lavora al suo posto nella sala di predizioni di famiglia, facendosi chiamare Mademoiselle Lili. La sua pietra è il diamante.
Hiromi Oikawa (笈川広海?, Oikawa Hiromi)
Amico d'infanzia di Lili, ha 14 anni, è nato il 1º gennaio 1988 e il suo gruppo sanguigno è AB negativo. Frequenta la seconda media nella sezione A alla Subaru. A 4 anni è partito per l'America, dove si è laureato in Psicologia Criminale. Dalla mente geniale, possiede anche diplomi in inglese, shodo e scrittura con gli ideogrammi, ed è un esperto di previsioni meteorologiche, contabilità, amministrazione pubblica e materiali pericolosi. Prima di partire, aveva scritto una lettera d'amore a Lili, ma la bambina, non avendola trovata, non si era presentata all'appuntamento. Rimasto ad aspettarla tutto il giorno sotto la pioggia, Hiromi prese la polmonite e, una volta guarito, dichiarò di odiare le donne. Da allora, non appena una donna lo tocca, ha una reazione allergica e la sua pelle si ricopre di bolle. La sua allergia, però, passa dopo aver baciato Lili. Una volta tornato in Giappone, decide di smascherare Spica e, quando scopre che è Lili, decide di aiutarla a trovare sua madre. Suona il pianoforte e ha una sorella, Megumi, che frequenta la scuola femminile privata Orihime.
Ispettore Hoshizawa (星沢警部?, Hoshizawa keibu)
Il padre di Lili, è un ispettore di polizia. Nato il 4 febbraio 1967, ha conosciuto la moglie quando era ancora un apprendista detective.
Kaoruko Hoshizawa (星沢薫子?, Hoshizawa Kaoruko) / Sirius (シリウス?, Shiriusu)
La madre di Lili, è stata Spica prima della figlia. È scomparsa da un anno e mezzo e ora serve Zeus, che l'ha ipnotizzata facendole dimenticare tutto, con il nome Sirius. La sua pietra è il diamante. Le piace vestirsi come la figlia e per questo le scambiano spesso per sorelle. È molto brava a travestirsi. Alla fine, rompendo l'anello di diamante che porta al dito, Lili la libera dall'ipnosi. Tornata dalla sua famiglia, prende il posto di Lili alla casa delle predizioni, mentre la figlia continua a fare Spica.
Zeus (ゼウス?, Zeusu)
Proprietario della casa delle predizioni Zeus, la sua famiglia si occupa di oroscopi con le pietre da generazioni. Grazie al diario di suo nonno, è venuto a conoscenza dell'esistenza dello Star Ring, decidendo di rubarlo a Spica. Due anni prima era riuscito a rubarlo alla mamma di Lili, ma lei aveva preso in ostaggio la fidanzata di Zeus, Hikari. L'uomo crede che Spica, una volta riavuto l'anello, abbia buttato Hikari giù da un dirupo, facendola finire in coma. Per questo, vuole vendicarsi di Lili e usare lo Star Ring per far risvegliare la sua fidanzata.
Hikari
Nata il 28 giugno 1977, è la fidanzata di Zeus. Credendo che l'uomo non l'amasse più perché troppo ossessionato dallo Star Ring, chiese aiuto a Spica per metterlo alla prova. Quando, però, vide che Zeus esitava a riconsegnare l'anello, si buttò giù dal dirupo, finendo in coma.

### Spiriti dello Zodiaco
Aries (アリエス?, Ariesu)
Lo spirito dell'Ariete, è il primo dei dodici segni zodiacali e la leader. Molto ottimista, ama mettersi alla prova e affronta ogni difficoltà mettendocela tutta. Un po' sbadata, va molto d'accordo con Lili, essendo il suo segno zodiacale.
Io (イオ?, Io)
Lo spirito del Toro, parla molto lentamente e per questo Keiron la chiama tontolona. Affettuosa e tranquilla, è gentile e prudente. Non perde mai di vista i propri princìpi.
Castore (カストル?, Casutoru) e Polluce (ポルックス?, Porukkusu)
Gli spiriti dei Gemelli, sono allegri e gioviali. Molto espansivi ed estroversi, non amano le effusioni.
Presepe (プレセペ?, Puresepe)
Lo spirito del Cancro, tiene in grande considerazione chi la circonda. Adora gli oggetti graziosi ed è molto materna. Crede nella fratellanza umana.
Regulus (レグルス?, Regurusu)
Lo spirito del Leone, ama essere il numero uno. Allegro e pronto al divertimento, qualche volta è un po' testardo.
Demetra (デメトラ?, Demetora)
Lo spirito della Vergine, è molto intelligente e le piace l'ordine. È anche molto sensibile, e ha paura che Lili possa essere sfruttata da qualcuno se venisse scoperta.
Astrea (アストライアー?, Asutoraiā)
Lo spirito della Bilancia, si preoccupa molto dell'aspetto estetico ed è estremamente indecisa.
Antares (アンタレス?, Antaresu)
Lo spirito dello Scorpione, ha un grande temperamento e non va d'accordo con Lili. Si fida molto delle persone e per questo, se viene tradita, fa fatica a perdonare. Balla malissimo il flamenco e le piace essere la sola in grado di fare qualcosa. Va molto fiera delle missioni.
Keiron (ケイロン?, Keiron)
Lo spirito del Sagittario, è indipendente. Ottimista e allegro, ama giocare. È considerato un playboy e sembra essere innamorato di Io.
Pan (パン?, Pan)
Lo spirito del Capricorno, è serio e responsabile.
Ganimede (ガニメデ?, Ganimede)
Lo spirito dell'Acquario, è ribelle e forte. Capriccioso e freddo, detesta le smancerie.
Afrodite (アフロディーテ?, Afurodīte)
Lo spirito dei Pesci, è romantica e incline al pianto. Se qualcuno è in difficoltà, è pronta a sacrificarsi pur di dare una mano. Tende a fidarsi troppo delle persone e ha una cotta per Ganimede.

## Manga
| Nº | Titolo italiano Giapponese 「Kanji」 - Rōmaji | Data di prima pubblicazione        | Data di prima pubblicazione |
| Nº | Titolo italiano Giapponese 「Kanji」 - Rōmaji | Giapponese                         | Italiano                    |
| 1  | Zodiac Detective 1 「十二宮でつかまえて 1」 - Jūnikyū de tsukamaete 1 | 6 novembre 2001 ISBN 4-06-178977-5 | 9 luglio 2007               |
| 1  | Capitoli - File 1. Le impronte della Vergine (prima parte) - File 1. Le impronte della Vergine (seconda parte) - File 2. Requiem per uno Scorpione (prima parte) - File 2. Requiem per uno Scorpione (seconda parte) - File 2. Requiem per uno Scorpione (terza parte) - File 3. La sparizione del Leone                            |                                    |                             |
| 2  | Zodiac Detective 2 「十二宮でつかまえて 2」 - Jūnikyū de tsukamaete 2 | 6 giugno 2002 ISBN 4-06-178992-9   | 27 agosto 2007              |
| 2  | Capitoli - File 3. La sparizione del Leone - File 4. Il girotondo del Sagittario - File 5. Le carte della Bilancia (prima parte) - File 5. Le carte della Bilancia (seconda parte) - File 6. La bambola dei Gemelli (prima parte)                                                                                                   |                                    |                             |
| 3  | Zodiac Detective 3 「十二宮でつかまえて 3」 - Jūnikyū de tsukamaete 3 | 4 ottobre 2002 ISBN 4-06-178999-6  | 7 settembre 2007            |
| 3  | Capitoli - File 6. La bambola dei Gemelli (seconda parte) - File 7. La lettera d'amore di Sirius (prima parte) - File 7. La lettera d'amore di Sirius (seconda parte) - File 8. La cerimonia nuziale dei Pesci (prima parte) - File 8. La cerimonia nuziale dei Pesci (seconda parte) - Side story. Il primo caso di Lili e Hiromi! |                                    |                             |
| 4  | Zodiac Detective 4 「十二宮でつかまえて 4」 - Jūnikyū de tsukamaete 4 | 6 marzo 2003 ISBN 4-06-364013-2    | 12 ottobre 2007             |
| 4  | Capitoli - File 9. I trabocchetti di Zeus (prima parte) - File 9. I trabocchetti di Zeus (seconda parte) - File 10. Ritrovare la mamma - File 11. Dove si cela la verità - Last file. Un desiderio rivolto alle stelle |                                    |                             |